# Actio confessoria
Actio confessoria – powództwo konfesoryjne, w prawie rzymskim skarga służąca ochronie służebności (servitutes). W prawie przedjustyniańskim określana była jako vindicatio servitutis. Od kodyfikacji justyniańskiej stała się jedynym sposobem ochrony wszystkich służebności (osobistych i gruntowych).

## Charakterystyka powództwa
Powództwo miało charakter rzeczowy. Przysługiwało osobie uprawnionej do korzystania z rzeczy obciążonej służebnością. Pozwanym mogła być osoba zaprzeczająca istnieniu służebności lub uniemożliwiająca jej wykonywanie.
Służebności na gruntach prowincjonalnych chroniono odpowiednimi actiones utiles.